# Clemens Schäfer (Politiker)
Clemens Schäfer (* 31. Dezember 1919 in Binolen; † 16. April 1989 in Göttingen) war ein deutscher Kommunalpolitiker und Landrat (CDU).

## Leben und Beruf
Nach dem Schulbesuch studierte er von 1950 bis 1952 an der Ingenieurschule in Lage. Anschließend war er in Bad Lippspringe in einer Fahrradkettenfabrik tätig.
Er war verheiratet und hatte drei Kinder.

## Abgeordneter
Dem Kreistag des ehemaligen Kreises Warburg gehörte er von 1969 bis 1974 an. Dem Rat der Stadt Warburg gehörte er von 1975 bis 1989 an.

## Öffentliche Ämter
Schäfer war vom 26. November 1969 bis zur Auflösung des Kreises Warburg wegen der Gebietsreform zum 31. Dezember 1974 Landrat des Kreises Warburg. Von 1979 bis 1989 war er stellvertretender Bürgermeister in Warburg.
Schäfer war in verschiedenen Gremien des Landkreistages Nordrhein-Westfalen tätig.

## Auszeichnungen und Ehrungen
1985 wurde Schäfer das Bundesverdienstkreuz am Bande verliehen. In Warburg wurde die Clemens-Schäfer-Straße nach ihm benannt.